# Публий Корнелий Руфин Сула (претор)
Вижте пояснителната страница за други личности с името Публий Корнелий Руфин.
Публий Корнелий Руфин Сула (на латински: Publius Cornelius Rufinus Sulla) е римски политик и дядо на Луций Корнелий Сула.
Бащата на Публий Сула, носи същото име и е претор през 212 пр.н.е. Самият Публий Сула заема длъжността претор през 186 пр.н.е., а също е и управител на Сицилия. Той вероятно има двама сина – Публий, монетарий около 151 пр.н.е., и Луций, бащата на диктатора Сула.